# Heidemarie Hatheyer
Heidemarie Hatheyer (née le 8 avril 1918 à Villach, en Carinthie, Autriche et morte le 11 mai 1990  à Zurich, en Suisse) est une actrice autrichienne.

## Biographie
Heidemarie Hatheyer joue dans 43 films entre 1938 et 1988

## Filmographie

### Cinéma
- 1938 : Frau Sixta : Anna, Kellnerin
- 1938 : L'Appel de la montagne : Felicitas
- 1939 : Ein ganzer Kerl : Jule
- 1939 : Zwischen Strom und Steppe : Maria
- 1940 : Die Geierwally : Wally Fender, die "Geierwally"
- 1941 : Ich klage an : Hanna Heyt
- 1942 : Die Nacht in Venedig : Annemarie Pleß, Stenotypistin
- 1942 : L'Implacable Destin (Der große Schatten) de Paul Verhoeven : Gisela Ahrens
- 1943 : Man rede mir nicht von Liebe : Pamela Keith
- 1944 : Axel an der Himmelstür
- 1945 : Die Jahre vergehen : Frau Irene Behrendsen
- 1949 : Begegnung mit Werther : Lotte
- 1949 : Wohin die Züge fahren : Fanny Förster
- 1950 : Der Mann, der zweimal leben wollte : Maria Monnard
- 1950 : Dieser Mann gehört mir : Fita Busse
- 1950 : Mathilde Möhring : Mathilde Möhring
- 1950 : Regimentsmusik : Gabriele von Wahl
- 1950 : Vom Teufel gejagt : Maria Hendrix
- 1951 : Dr. Holl : Helga Roemer
- 1952 : La Dernière Ordonnance : Anna Falkner
- 1952 : Mein Herz darfst du nicht fragen : Anna Lohmann
- 1952 : Desires
- 1953 : Pünktchen und Anton : Frau Gast, Antons Mutter
- 1954 : Sauerbruch – Das war mein Leben : Olga Ahrends
- 1955 : Du darfst nicht länger schweigen : Salvör
- 1955 : Les Rats : Anna John
- 1955 : Liebe ohne Illusion : Christa
- 1956 : Der Meineidbauer : Paula Roth
- 1956 : Docteur Vlimmen : Truus Dautzenberg
- 1956 : Le Mariage du docteur Danwitz : Christa Hambach
- 1957 : ...und führe uns nicht in Versuchung : Frau Hudetz
- 1957 : Glücksritter : Renate Bergmann
- 1958 : Solange das Herz schlägt : Frau Römer
- 1959 : The Perjurer
- 1961 : Ruf der Wildgänse : Amelia Gare
- 1964 : Le ranch de la vengeance : Ann Bradley
- 1988 : Martha Jellneck : Martha Jellneck

### Courts-métrages
- 1952 : Ferientage - einmal anders

### Télévision

#### Séries télévisées
- 1976 : Pariser Geschichten
- 1977 : Sonderdezernat K1 : Frau Schmiedel
- 1978 : Spannende Geschichten
- 1979 : Tatort : Lisa Kandrisch
- 1990 : Diese Drombuschs : Herma Hohenscheid

#### Téléfilms
- 1958 : Die letzte Station : Anna Walter
- 1959 : Blühende Träume : Isobel
- 1960 : Familie : Klara Bauer
- 1962 : Leonor
- 1963 : Elektra : Klytaimnestra
- 1964 : Andorra : Senora
- 1964 : Elektra : Klytämnestra
- 1967 : Kranichtanz : Rhoda Atwood
- 1975 : Die Herausforderung : Lisa Sander
- 1977 : Auf dem Chimborazo : Dorothea
- 1979 : Wunder einer Nacht
- 1980 : Ein Abend mit Labiche